# 工藤貞行
工藤 貞行（くどう さだゆき、生没年不詳）は、鎌倉時代から南北朝時代にかけての津軽の武将。黒石工藤氏。

## 生涯
伊豆の工藤祐経を祖とするというが不明。鎌倉時代の末期、北条氏の御内人であった工藤右衛門慰貞行が田舎郡の地頭代として入部した。
元亨2年（1322年）の安東氏の乱において、御内人の紛争を得宗家が処理できずに鎌倉からの鎮撫軍が派遣され、正中2年（1325年）には鎌倉御家人の工藤貞祐が派遣、現地の工藤貞行も鎌倉方として活動したといわれる。
正慶2年（1333年）鎌倉幕府が滅亡したのち、北奥羽各地の鎌倉北条方残党が建武親政に抵抗するが、工藤貞行は、陸奥守北畠顕家に従い、正慶2年～建武元年（1333～34年）の大光寺合戦において、朝廷方の合戦奉行として津軽の北条方鎮圧に功があり、その功によって建武2年（1335年）工藤貞祐の所領であった鼻和郡目谷郷、外ヶ浜野尻郷が恩賞として与えられたが、貞行には嫡男がなかったので万が一を考え、生前に嫡女であった加伊寺御前に所領や職を譲り渡すと譲状を与えたが、加伊寿御前と夫八戸根城城主南部信政の間に男子が出生した際に、改めて配分するとの内容であり、加伊寿御前は根城南部氏7代信光を生んだ。

この貞行の遺領が南部氏の津軽進出の拠点となった。